# Cỏ biển Spartina
Spartina anglica là một loài thực vật có hoa trong họ Hòa thảo. Loài này được C.E.Hubb. miêu tả khoa học đầu tiên năm 1978.

## Hình ảnh

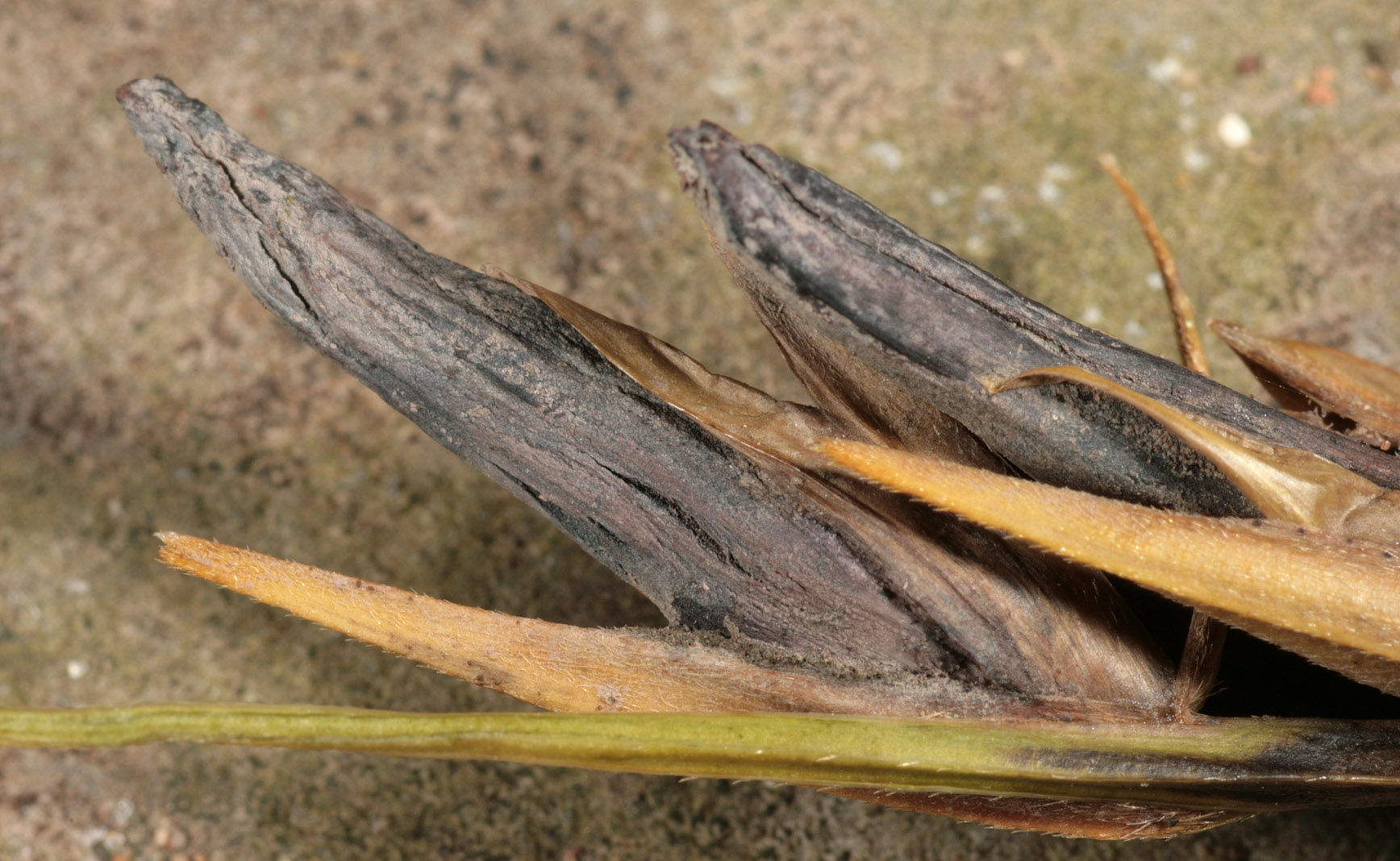
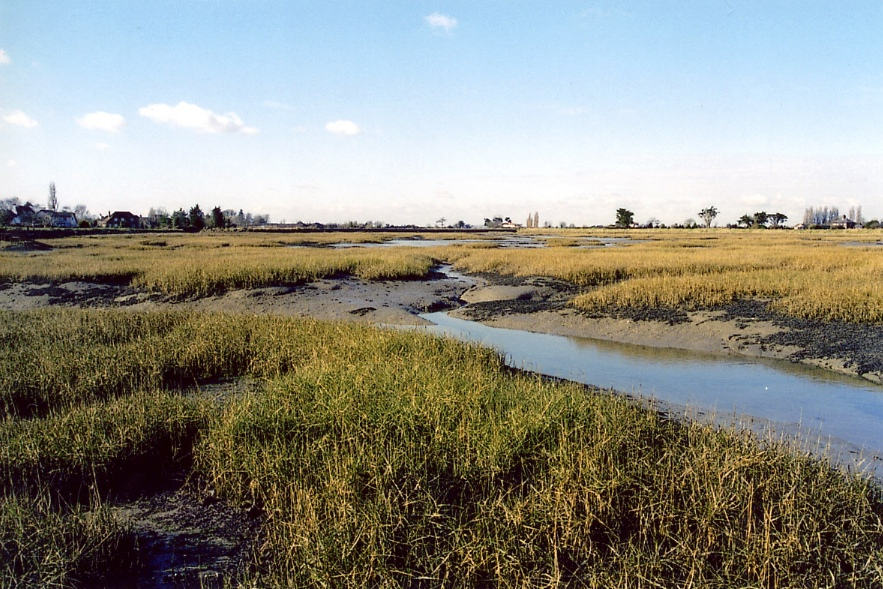
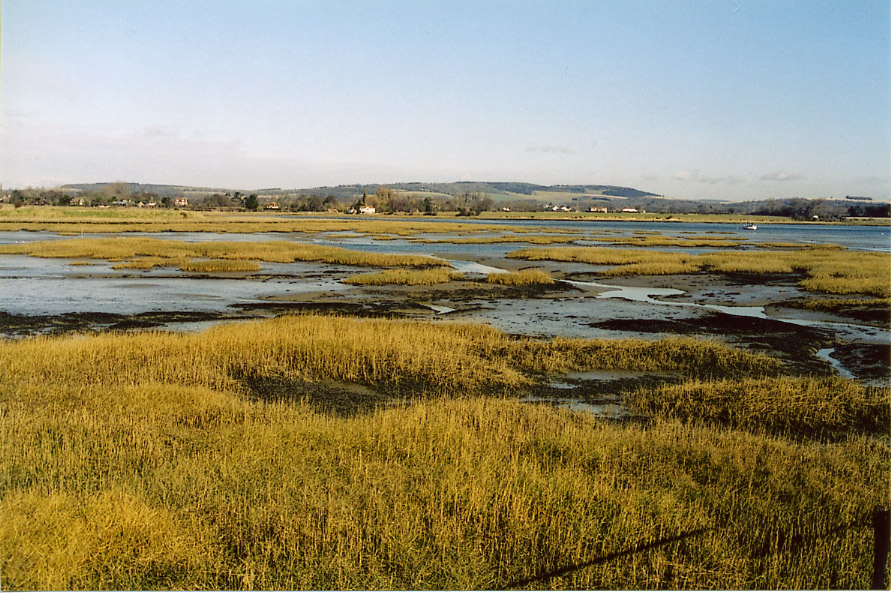
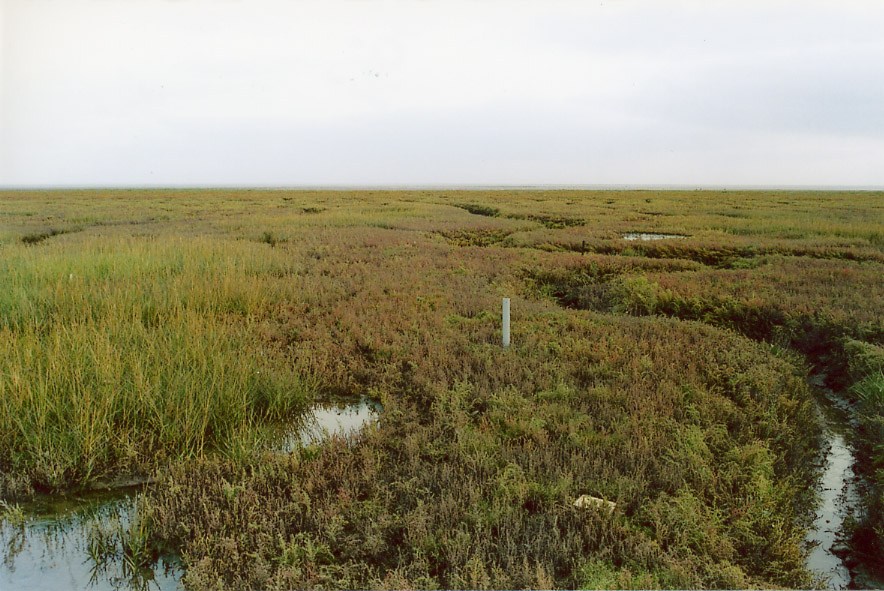